# John Kirby Allen

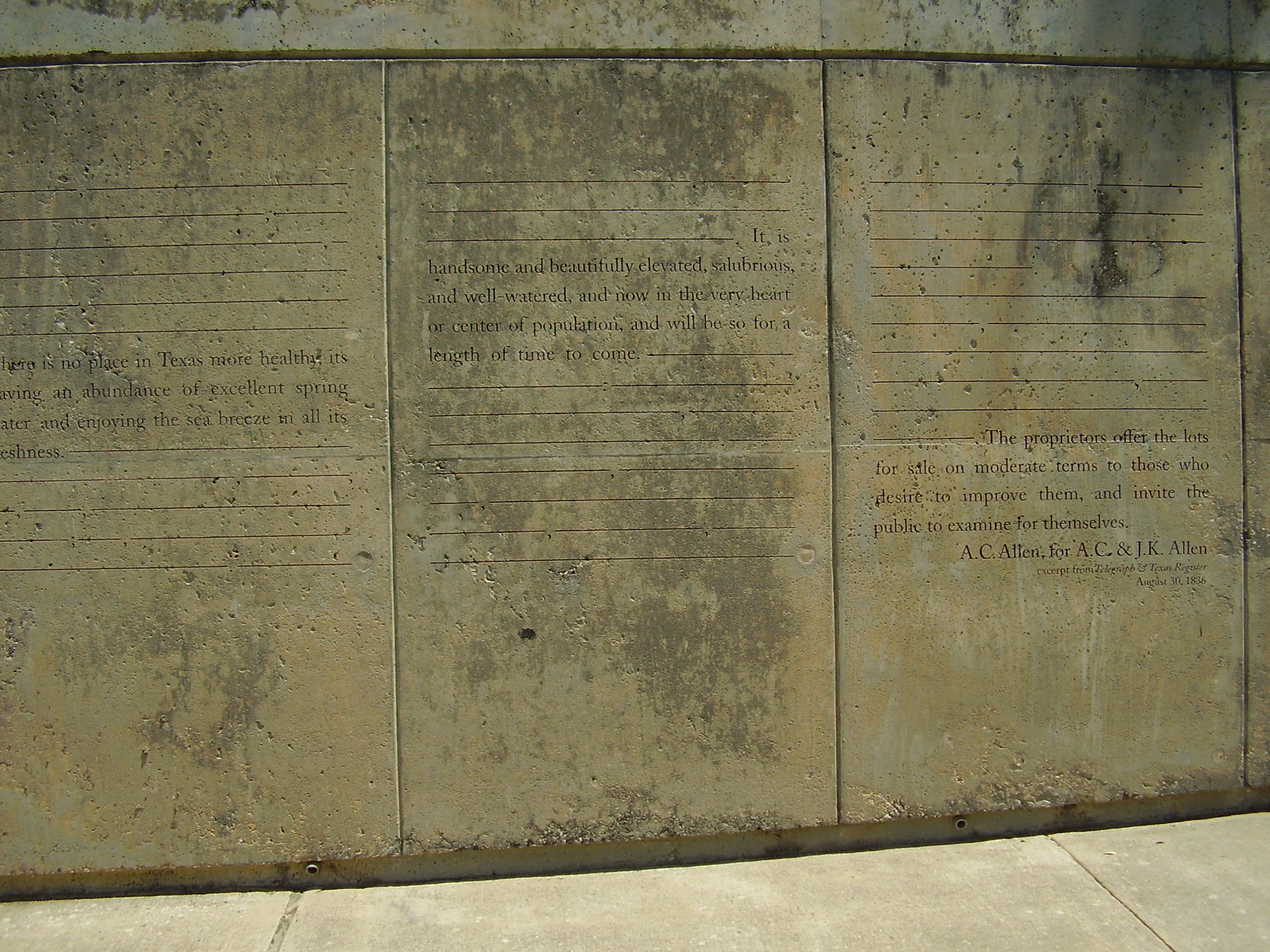
Marcador en el centro de Houston que conmemora la fundación de Houston por los hermanos Allen: se puede ver un extracto del Telegraph & Texas Register del 30 de agosto de 1836.

John Kirby Allen (1810-15 de agosto de 1838) fue cofundador de la ciudad de Houston y exmiembro de la Cámara de Representantes de la República de Texas. Nació en Canaseraga Village, Nueva York (la actual aldea de Sullivan en la ciudad de Sullivan, Nueva York).  Nunca se casó. Murió de fiebre congestiva el 15 de agosto de 1838 y fue enterrado en el cementerio Founders Memorial en Houston, Texas.

## Primeros años
Cuando tenía siete años, John consiguió su primer trabajo, como botones en un hotel en Orrville (actual DeWitt, Nueva York).  Tres años más tarde, empezó a trabajar como dependiente en una tienda minorista. A los dieciséis años, formó una sociedad con un amigo que regentaba una sombrerería en Chittenango, Nueva York, donde su hermano, Augustus Chapman Allen, era profesor de matemáticas. En 1827, John cobró su participación en la sombrerería y siguió a su hermano a la ciudad de Nueva York, donde fueron inversores en H. and H. Canfield Company hasta 1832. Luego los hermanos se mudaron a Texas. 

## En Texas
Los hermanos Allen llegaron primero a Galveston, Texas y luego se mudaron al pequeño pueblo de Saint Augustine. En 1833, John Allen y su hermano se asociaron con un grupo de empresarios en Nacogdoches y comenzaron a operar un negocio como especuladores de tierras. 

### Durante la Revolución de Texas
En lugar de unirse al ejército cuando comenzó la Revolución de Texas, John y su hermano se dedicaron a mantener abiertos los canales de suministro. Por su cuenta, equiparon un barco, el Brutus, con el fin de proteger la costa de Texas y ayudar a las tropas y suministros de los Estados Unidos a llegar sanos y salvos a Texas. 
Sin embargo, algunos miembros del gobierno provisional de Texas se opusieron a las actividades de los hermanos Allen y hubo rumores de que se dedicaban al corso. En enero de 1836, vendieron el Brutus a la Armada de Texas, y se convirtió en apenas el segundo barco de la incipiente armada de Texas.  John y Augustus Chapman Allen continuaron recaudando dinero y operando como receptores y dispensadores de suministros y fondos para el esfuerzo bélico sin cargo. A pesar de los servicios de los hermanos, los chismes y las censuras se dirigieron a los Allen porque no estaban en las fuerzas armadas. 

### En política
El 30 de agosto de 1836, la candidatura de John Kirby Allen a Representante del condado de Nacogdoches al primer Congreso de la República de Texas se anunció en el Telegraph and Texas Register.  Fue elegido en septiembre e inició oficialmente su mandato el 3 de octubre. Allí formó parte del personal del presidente con el rango de mayor. Fue durante este servicio político que John y su hermano Augustus fundaron la ciudad de Houston. También continuó operando un negocio de transporte marítimo durante este tiempo, junto con su socio, James Pinckney Henderson. 
En el Congreso, John Allen presionó con éxito para que la recién fundada ciudad de Houston fuera nombrada capital de la República. Esto le dio a Houston el impulso que necesitaba para sobrevivir sus primeros años de desarrollo inicial. 
El 13 de abril de 1838, Allen fue elegido miembro de la junta directiva de Galveston City Company, que era una sociedad anónima constituida por la República de Texas para fundar la ciudad de Galveston. 

## Legado

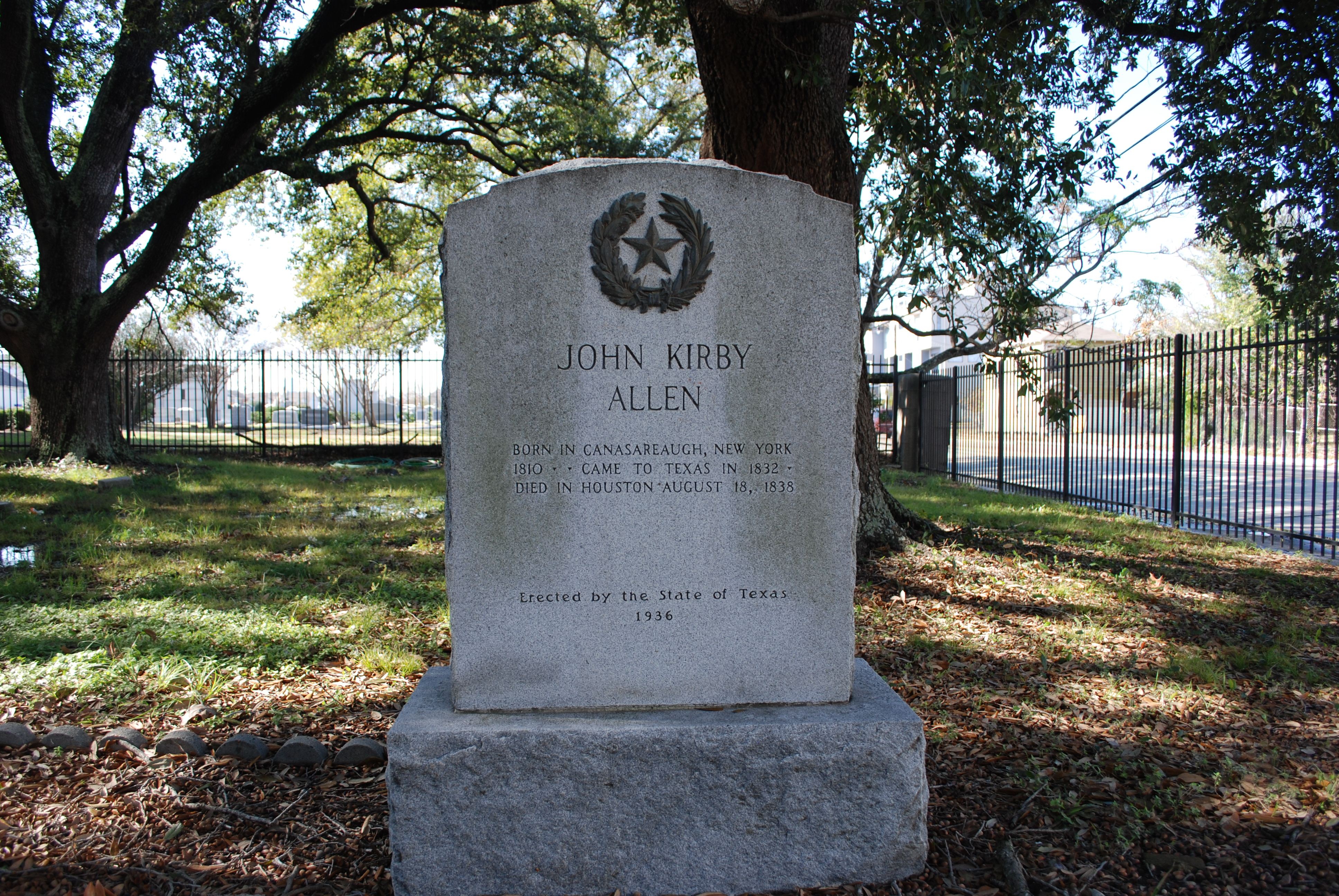
Lápida de John Kirby Allen en el cementerio Founders Memorial

Varios lugares emblemáticos de Houston, incluidos Allen Parkway, Allen Center y Allen's Landing Park, inmortalizan el nombre de los fundadores de la ciudad.
Está enterrado en el cementerio Founders Memorial junto con su madre, su padre y la mayoría de sus hermanos. 